# Persone burgher
Questa è una lista di personaggi famosi di etnia burgher, gruppo etnico euroasiatico storicamente stanziato in Sri Lanka. Per la maggior parte essi sono discendenti per linea maschile di coloni europei insediati sull'isola fra il XVI ed il XX sec. (perlopiù portoghesi, olandesi, tedeschi e inglesi accoppiati con donne locali).

## Accademici
- E.O.E. Pereira - Fondatore e preside della facoltà di Ingegneria dell'Università di Ceylon.
- Wendy Whatmore - Pedagogista.

## Artisti
- Jean Arasanayagam - Poeta e pittrice.
- Ivor Baptiste - Artista e pittore.
- Geoff Beling - Pittore e fondatore del 43' Group.
- George Claasen - Pittore e fondatore del 43' Group.
- Aubrey Collette - Vignettista e fondatore del 43' Group.
- Henry Jan Cooke - Artista e architetto, sposato con Ellen Casperz - Pedagogista.
- Anthony P. Hopman Artista - specializzato in rappresentazione naturali e ritratti.
- George Keyt - Pittore e fondatore del 43' Group.
- Rodney Presure - Artista e politico.
- Barbara Sansoni - Artista.
- Guy Sebastian - Cantante australiano nato in Malaysia da genitori burgher.
- Shanie Vandort - Pittore neoespressionista.
- Lionel Wendt - Fotografo e fondatore del 43' Group.

## Ballerini
- Elaine Cole - Ballerina di Baila.
- Vivil de Kauwe - Fondatore di una scuola di ballo.

## Cuochi
- Charmaine Solomon - Chef e nota autrice di libri sulla cucina asiatica.
- Terrence Vanderslot - Chef professionista.

## Giornalisti e fotografi
- Nigel Barker - Fotografo di moda.
- Frederica Jansz - Giornalista per The Sunday Leader.

## Imprenditori
- Neil Brohier - Albergatore.
- Raiel Adeknham Anthony Dawson - Ex militare in congedo poi Imprenditore.
- Kenneth Honter - Senior Avertising Personality.
- Desmond Koelmeyer - Ex amministratore delegato del Lanka Orix Factors Ltd.
- Rodney J Koelmeyer - Presidente della Superlink Travels.
- Ivor Paternott - deceduto- Magnate della finanza.
- Charles Henry de Soysa - Filantropo del XIX secolo.

## Marionettisti
- Peter Casperz - Muppetto
- Josh Fawcett - Maestro di Muppettos.

## Medici
- Noel Bartholomeusz - Eminente chirurgo.
- John Carnie - Capo dell'ufficio medico per lo stato di Victoria.
- R.L Spittel - Famoso chirurgo, appassionato di fauna selvatica, poeta e scrittore.

## Modelle
- Rozanne Diasz - Rappresentante dello Sri Lanka al concorso di Miss Universo 2005, modella e presentatrice TV.
- Jacqueline Fernandez - Rappresentante dello Sri Lanka al concorso di Miss Universo 2006, attrice a Bollywood.
- Andrea Fonseka - Vincitrice di Miss Malesia nel 2004.
- Maureen Hingert - Rappresentante dello Sri Lanka (allora Ceylon), quando il paese partecipò per la prima volta, nel 1954, al concorso di Miss Universo, al quale giunse terza.
- Rapthi Kerkoven - Modella.
- Sachini Ayendra Stanley - Attrice e modella.

## Musicisti
- Anton Jones - Musicista
- Jason Cole - DJ e produttore musicale.
- Hans Ebert - Musicista.
- Cliff Foenander - deceduto - Musicista.
- Robin Foenander - Musicista australiano.
- Desmond Kelly - Musicista australiano.
- Alston Koch - Musicista australiano.
- Douglas Meerwald - deceduto - Cantante.
- Danielle de Niese - Cantante d'opera australiana.
- Nick Ondatje - Musicista e uomo d'affari.
- Keith Potger[1] - Musicista, Membro del gruppo folk australiano The Seekers.
- Gresha Schuilling - Musicista.
- Bradley Jude Taylor (1987) - Musicista e produttore.

## Personaggi televisivi
- Jamie Durie - Personaggio televisivo.
- Geoff Jansz - Chef della tv australiana.

## Politici
- Pieter Keuneman - Politico.
- David de Kretser - Governatore di Victoria, Australia.
- Dissanaike Francisco Xavier Braganza - Politico.
- Quint Ondaatje - Patriota e politico olandese.
- Wilhelm Woutersz - Diplomatico.

## Religiosi
- Allan Fraser - Reverendo.
- Reverend Toussaint - Pastore anglicano.

## Scrittori
- Tessa Bartholomeusz, Professoressa di studi religiosi negli USA.
- RL Brohier - Storico, autore di 'Changing Face of Colombo' (1505-1972)
- Leah Lakshmi Piepzna-Samarasinha - Poeta e attivista.
- Carl Muller - Prolifico autore, fra i suoi libri si ricordano: The Jam Fruit Tree, The Yakada Yaka, Once Upon a Tender Time e Children of the Lion.
- Michael Ondaatje - Poeta e autore di numerosi romanzi, incluso The English Patient
- Rosemary Rogers - Autrice di romanzi rosa negli USA. È stata sulla bestseller list del New York Times
- Merlyn Swan - Scrittrice
- Vivimarie Vanderpoorten - Poeta, Vincitrice del Premio Gratiaen 2009.

## Sportivi
- Neil Balthazaar - Calciatore statunitense.
- Michael Bevan - Giocatore di cricket australiano.
- Malcolm Bulner - Pugile, rappresentò lo Sri Lanka alle olimpiadi.
- Graeme Labrooy - Ex-giocatore di cricket.
- Cdr Eustace Lorenz Matthysz JP - Rugbista e ingegnere navale.
- Sir Christopher Ondaatje - Ex-atleta e filantropo.
- Laddy Outschoorn - Giocatore di cricket britannico. (Worcester Main FC:1946-1959) Cap 1948.
- Rodney Paternott- Rugbista.
- Bertram Russell Heyn - Generale, ex-comandante dell'esercito di Ceylon. Ex-giocatore di cricket, hockey su prato e rugby.
- Richard Russell Heyn - Ex-giocatore di cricket e hockey su prato.
- Koo de Saram - Tennista.
- Iris Vanderzeil - deceduto nel 2008 - Campionessa di atletica dello Sri Lanka durante gli anni '30 e '40.
- Michael Vandort - Giocatore di cricket.
- Duncan White - Vincitore alle olimpiadi di Londra per lo Sri Lanka, 1948.

## Altri
- Delorain Brohier - Storico
- Frederick Dornhorst - Avvocato.
- Keith Modder - Leader industriale ed esperto di servizi tecnologici e informativi.
- Gerard Pendrin Ragell - Tecnico di sicurezza per informazione e comunicazione.
- Gina Zamparelli - Los Angeles - Promotrice di concerti, figlia di Maureen Hingert.